# Tratado de Compiègne (867)
El Tratado de Compiègne fue un tratado firmado entre los reinos de Francia Occidental y Bretaña en agosto de 867.

## El Tratado
El 1 de agosto de 867, Carlos el Calvo recibe en Compiègne a Pascweten, en calidad de yerno y representante de Salomón de Bretaña, al que concede el Cotentin y probablemente también el Avranchin, incluyendo el Monte Saint-Michel, aunque no se especifica si en esa cesión estarían incluidos todos los derechos reales. rentas y dominios, las abadías y sus dependencias dondequiera que se encuentren, excepto los obispados. Por tanto desde el punto de vista eclesiástico, las diócesis de Coutances y de Avranches seguirían perteneciendo a la archidiócesis de Ruán, sin llegar a integrarse en la de Dol. Tras el hundimiento bretón ante las invasiones vikingas en 919, estos dos pagi fueron incorporados a Normandía en 933, ducado cuya extensión geográfica corresponde prácticamente a la de la archidiócesis de Ruán.

## Artículos relacionados
- Marcha de Bretaña
- Tratado de Entrammes

- Datos: Q3536776